# Álex Collado
Álex Collado Gutiérrez (* 22. April 1999 in Sabadell) ist ein spanischer Fußballspieler. Der Flügelspieler steht seit 2023 bei Betis Sevilla unter Vertrag und ist ehemaliger spanischer U19-Nationalspieler.

## Karriere

### FC Barcelona
Der im katalonischen Sabadell geborene Álex Collado begann im Jahr 2004 mit dem Fußballspielen beim lokalen Verein CE Mercantil. Seit 2006 spielte er in der Jugendakademie von Espanyol Barcelona und wechselte im Jahr 2009 in die im internationalen Jugendfußball angesehene La Masia des Stadtrivalen FC Barcelona. Bei der Blaugrana spielte er in diversen Juniorenauswahlen und nahm in der Saison 2016/17 erstmals mit der U19-Mannschaft an der UEFA Youth League teil. Sein Debüt für die Reservemannschaft FC Barcelona B in der zweithöchsten spanischen Spielklasse bestritt er am 17. März 2018 (31. Spieltag) beim 1:1 gegen den Lorca FC, als er in der 71. Spielminute für Vitinho eingewechselt wurde. Dieser Einsatz sollte in der Saison 2017/18 sein einziger für Barça B bleiben. Einen Monat später gewann er mit der U19 mit einem 3:0-Finalsieg gegen die U19 des FC Chelsea die UEFA Youth League 2017/18.
In der nächsten Saison 2018/19 spielte er bereits regelmäßig in der Reservemannschaft, welche in die drittklassige Segunda División B abgestiegen war. Am 15. Dezember 2018 (17. Spieltag) traf er beim 2:1-Heimsieg gegen Lleida Esportiu erstmals für den FC Barcelona B. Zu einem ersten Einsatz für die erste Mannschaft kam er am 4. Mai 2019 (36. Spieltag) bei der 0:2-Auswärtsniederlage gegen Celta Vigo, als er beim bereits fixierten Meister in der Startformation stand. Für die Reserve bestritt Collado in dieser Spielzeit 36 Ligaspiele, in denen er fünf Treffer machte.
In der folgenden Spielzeit 2019/20 verblieb er weiterhin in der Reservemannschaft und absolvierte dort 24 Ligaspiele, in denen ihm fünf Tore und genauso viele Vorlagen gelangen. Zusätzlich kam er zu einem Kurzeinsatz in der Primera División. In der Saison 2020/21 folgten 16 Drittligaeinsätze mit 3 Torerfolgen. Bei der ersten Mannschaft stand er unter Ronald Koeman zwar bei einigen Spielen im Kader, wurde aber nicht eingesetzt. Ende März 2021 verlängerte Collado seinen Vertrag bis zum 30. Juni 2023.
Zur Saison 2021/22 rückte Collado fest zur ersten Mannschaft auf, wobei ein Leihgeschäft angedacht war. Eine Leihe zum englischen Zweitligisten Sheffield United scheiterte jedoch kurz vor dem Ende der Transferperiode. Anschließend war 22-Jährige weder für die erste noch für die zweite Mannschaft registriert. Er trainierte mit der ersten Mannschaft, war aber nicht spielberechtigt.

### FC Granada
Anfang Januar 2022 wechselte er bis zum Saisonende auf Leihbasis zum Ligakonkurrenten FC Granada. Dort kam er auf 17 Ligaeinsätze, stand 13-mal in der Startelf und erzielte 2 Tore. Der FC Granada stieg am Saisonende ab, womit Collado den Verein wieder verließ.

### FC Elche
Zur Saison 2022/23 kehrte er zum FC Barcelona zurück. Nachdem Collado am 1. Spieltag nicht dem Kader angehört hatte, wechselte er bis zum Saisonende auf Leihbasis zum Ligakonkurrenten FC Elche. Bei seinem Debüt stand er direkt in der Startelf und erzielte in der 30. Minute den Ausgleich zum 1:1 Endstand gegen UD Almería. Er konnte sich jedoch nicht lange als Stammspieler empfehlen. Nach einer dreimonatigen Verletzung spielte er in der Mannschaft keine Rolle mehr. Am Ende absolvierte er nur 15 Einsätze in der Liga und sein Debüttreffer sollte sogleich sein einziger bleiben. In der Copa del Rey kam er ebenfalls nur auf zwei Spiele und konnte keinen Treffer verbuchen.

### Über Sevilla nach Saudi-Arabien
Zur Saison 2023/24 wechselte Collado ablösefrei zu Betis Sevilla und unterschrieb einen Vertrag bis 2029. Er wurde jedoch direkt an den saudi-arabischen Verein Al-Okhdood weiterverliehen.

### Nationalmannschaft
Am 14. November 2017 debütierte Collado bei der 1:2-Testspielniederlage gegen Portugal für die spanische U19-Nationalmannschaft, als er in der 57. Spielminute für Javi Martínez eingewechselt wurde. Dies blieb sein einziges Spiel für die Auswahl.

## Erfolge
- Spanischer Meister: 2019
- Spanischer Pokalsieger: 2021 (ohne Einsatz)
- UEFA-Youth-League-Sieger: 2018